# Calymmodesmus formicatus
Calymmodesmus formicatus är en mångfotingart som beskrevs av Loomis 1959. Calymmodesmus formicatus ingår i släktet Calymmodesmus och familjen Stylodesmidae. Inga underarter finns listade i Catalogue of Life.